# Metamora, Ohio
Metamora är en ort (village) i Fulton County i Ohio. Vid 2010 års folkräkning hade Metamora 627 invånare.